# Sabine Sitter
Sabine Sitter (* 1975 in Karlstadt) ist eine deutsche Kommunalpolitikerin (CSU). Seit 1. Mai 2020 ist sie Landrätin des Landkreises Main-Spessart (Bayern).

## Werdegang
1995 machte Sitter Abitur und begann danach ein Studium an der Hochschule für Angewandte Wissenschaften Würzburg-Schweinfurt. Sie studierte Soziale Arbeit und machte im Jahr 2000 einen Abschluss als Diplom-Sozialpädagogin (FH). Sie begann im selben Jahr  als Sozialpädagogin im Bezirkskrankenhaus Lohr. Ab 2003 machte sie eine berufsbegleitende Weiterbildung an der Alice-Salomon-Hochschule Berlin und der Hochschule Coburg. Diese beendete sie 2007 mit einem Abschluss in Klinischer Sozialarbeit M.A. Sie übernahm eine Tätigkeit  als Abteilungsleiterin und bekam ab 2017 einen Lehrauftrag an der Hochschule für Angewandte Wissenschaften Würzburg-Schweinfurt. Nach einer Zusatzausbildung darf Sitter seit 2019 als Soziotherapeutin tätig sein.

## Politische Karriere
Schon während der Schulzeit wurde Sitter Mitglied in der Jungen Union, später dann in der CSU und der Frauen-Union. 2014 wurde sie für die CSU in den Kreistag von Main-Spessart gewählt – wie zuvor ihr Vater Johannes Sitter – und war Stellvertreterin des Landrates.
2019 beschloss sie, als Landrätin zu kandidieren. Es gelang ihr, sich bei der Stichwahl mit 60,3 % der Stimmen gegenüber ihrem Gegenkandidaten Christoph Vogel (FW) durchzusetzen.

## Privates
Sitter ist verheiratet und hat zwei Kinder.